# Вісуя
Вісуя (рум. Visuia) — село у повіті Бистриця-Несеуд в Румунії. Входить до складу комуни Мічештій-де-Кимпіє.
Село розташоване на відстані 301 км на північний захід від Бухареста, 36 км на південний захід від Бистриці, 53 км на схід від Клуж-Напоки.

## Населення
За даними перепису населення 2002 року у селі проживали 489 осіб, з них 484 особи (99,0%) румунів. Рідною мовою 488 осіб (99,8%) назвали румунську.